# Tmarus projectus
Tmarus projectus es una especie de araña cangrejo del género Tmarus, familia Thomisidae.

## Distribución
Esta especie se encuentra en Australia (Queensland).